# (6157) Prey
(6157) Prey est un astéroïde de la ceinture principale.

## Description
(6157) Prey est un astéroïde de la ceinture principale. Il fut découvert le 9 septembre 1991 à Tautenburg par Lutz Dieter Schmadel et Freimut Börngen. Il présente une orbite caractérisée par un demi-grand axe de 2,43 UA, une excentricité de 0,08 et une inclinaison de 4,0° par rapport à l'écliptique.

## Compléments